# Ozonosfera

Warstwa ozonowa nad Antarktyką we wrześniu z dziurą ozonową w latach 1957–2001

Zależność średniej koncentracji ozonu od wysokości.

Ozonosfera (warstwa ozonowa, powłoka ozonowa) – warstwa zwiększonej koncentracji ozonu w stratosferze. Za obszar jej występowania przyjmuje się wysokości 10–50 lub 20–40 km nad poziomem morza. Najwyższe stężenie ozonu występuje na wysokości około 32 km nad powierzchnią Ziemi. Na tej wysokości stężenie ozonu może wynosić nawet 15 części na milion (0,0015%).
Ozon stratosferyczny powstaje w wyniku działania słonecznego światła ultrafioletowego na tlen atmosferyczny. Ozon jest niszczony, gdy reaguje z cząsteczkami zawierającymi azot, wodór, chlor lub brom. Niektóre molekuły niszczące ozon występują naturalnie, ale ludzie wytworzyli inne substancje zubożające warstwę ozonową (w szczególności freony), doprowadzając do rozrostu dziury ozonowej.
Ozonosfera jest warstwą ochronną bardzo ważną dla życia na Ziemi. Chroni przed promieniowaniem ultrafioletowym, które jest szkodliwe dla organizmów żywych. Dzięki niej jest możliwe życie na lądzie. Pochłania ona całkowicie promieniowanie UV-C, częściowo promieniowanie UV-B, a przed promieniowaniem UV-A chroni tylko w niewielkim stopniu.
Ozonosfera przyczynia się do wzrostu temperatury w warstwie stratosfery, ponieważ ozon pochłania promieniowanie nadfioletowe, a jego energia zamieniana jest w ciepło. Mimo że nazwa sugeruje jego duży udział, cały ozon z ozonosfery w warunkach normalnych utworzyłby na poziomie morza warstwę o grubości ok. 3 mm.